# Yoshikazu Gotō
Yoshikazu Gotō (jap. 後藤 義一, Gotō Yoshikazu; * 20. Februar 1964 in der Präfektur Shizuoka) ist ein ehemaliger japanischer Fußballspieler.

## Karriere
Gotō erlernte das Fußballspielen in der Schulmannschaft der Shimizu Commercial High School und der Universitätsmannschaft der Chūō-Universität. Seinen ersten Vertrag unterschrieb er 1986 bei Furukawa Electric. Der Verein spielte in der höchsten Liga des Landes, der Japan Soccer League. 1986 gewann er mit dem Verein den JSL Cup. 1990 erreichte er das Finale des JSL Cup. Mit Gründung der Profiliga J.League 1992 und der damit verbundenen Neuorganisation des japanischen Fußballs wurde Furukawa Electric zu JEF United Ichihara. Für den Verein absolvierte er 220 Erstligaspiele. 199 wechselte er zum Zweitligisten Consadole Sapporo. 1997 wurde er mit dem Verein Meister der Japan Football League und stieg in die J1 League auf. Für den Verein absolvierte er 82 Erstligaspiele. 1999 wechselte er zu Yokohama FC. Ende 2003 beendete er seine Karriere als Fußballspieler.

## Erfolge
Furukawa Electric
- JSL Cup

Sieger: 1986
Finalist: 1990